# Мосьциська (Пільський повіт)
Мосьциська (пол. Mościska, нім. Moschütz) — село в Польщі, у гміні Висока Пільського повіту Великопольського воєводства.
Населення — 291 особа (2011).
У 1975-1998 роках село належало до Пільського воєводства.

## Демографія
Демографічна структура станом на 31 березня 2011 року:
|          | Загалом | Допрацездатний вік | Працездатний вік | Постпрацездатний вік |
| -------- | ------- | ------------------ | ---------------- | -------------------- |
| Чоловіки | 143     | 29                 | 107              | 7                    |
| Жінки    | 148     | 39                 | 92               | 17                   |
| Разом    | 291     | 68                 | 199              | 24                   |